# Zorochros
Zorochros är ett släkte av skalbaggar som beskrevs av Thomson 1859. Zorochros ingår i familjen knäppare.
Släktet innehåller bara arten Zorochros minimus.

## Bildgalleri

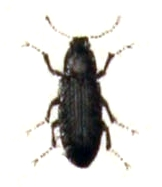